# 安格斯·麥克尼爾

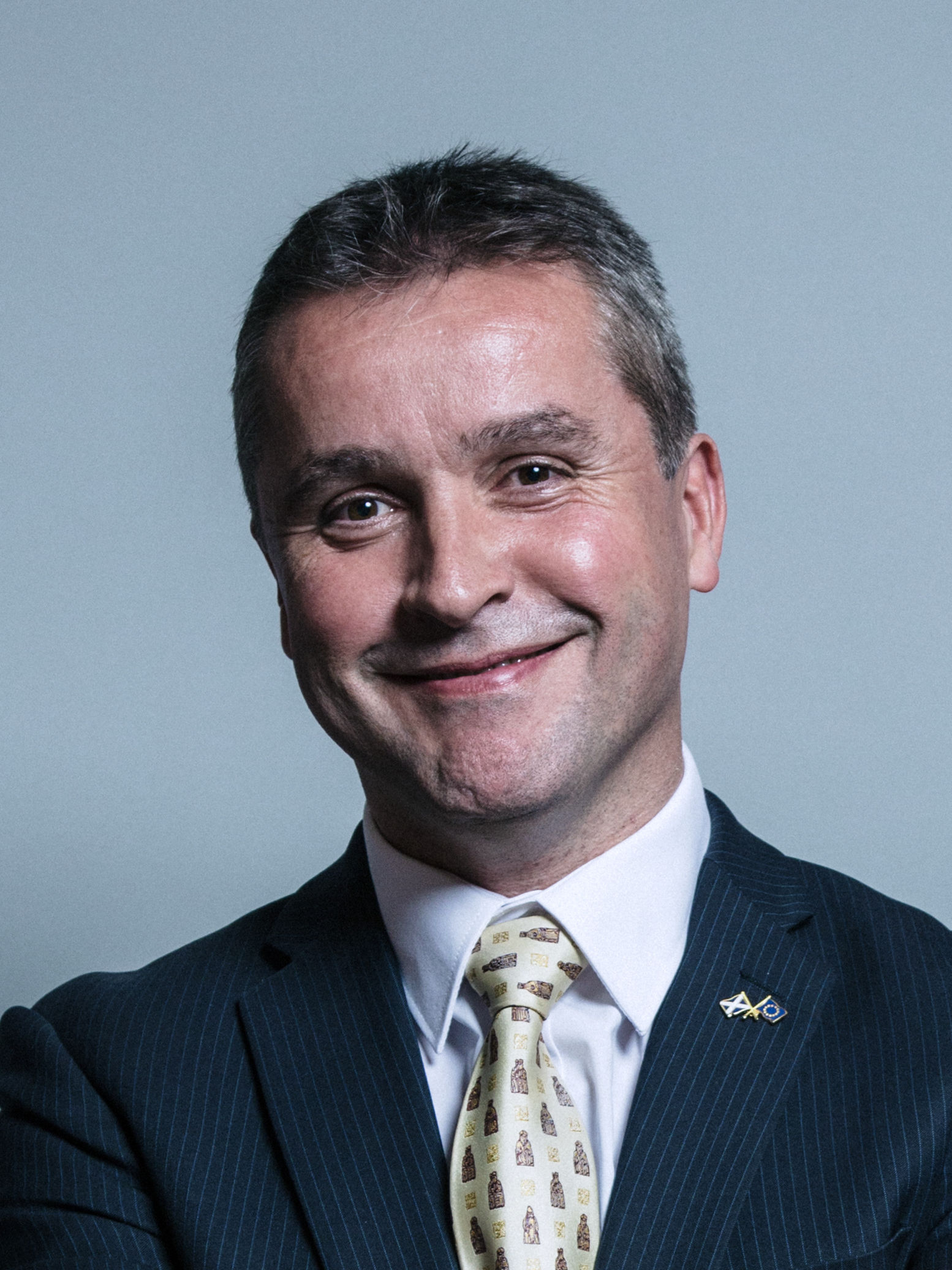

安格斯·麥克尼爾（英語：Angus MacNeil，1970年7月21日—）是一位英國政治人物，他的黨籍是蘇格蘭民族黨。他畢業於斯特拉斯克萊德大學。自2005年開始，他擔任西部群島選區的國會議員。

## 谴责中国政府
2020年9月10日在工党希柏恩·麦克唐纳的协调下，与包括英国保守党外交事务委员会主席托马斯·图根达特、自由民主党领袖爱德·戴维，以及英国绿党、苏格兰民族党和威尔士党在内的130多名议员给中国驻英大使刘晓明写信，联名谴责中国政府针对新疆维吾尔穆斯林的行为。